# دیوید ویمان
دیوید ویمان (انگلیسی: David Wiman؛ ۶ اوت ۱۸۸۴ – ۶ اکتبر ۱۹۵۰) ژیمناست هنری اهل سوئد بود.
وی در مسابقات کشوری و بین‌المللی در مجموع برندهٔ ۱ مدال طلا شده‌است.